# Bijolia
Bijolia oder Beejoliya Kalan (Hindi: बीजोलिया कलन) ist eine ca. 15.000 Einwohner zählende Kleinstadt im Distrikt Bhilwara im Südosten des indischen Bundesstaats Rajasthan. Sie ist bekannt wegen zweier, dem Gott Shiva geweihten Hindu-Tempel aus dem  12. Jahrhundert.

## Lage und Klima
Die Kleinstadt Bijolia liegt etwa 100 km (Fahrtstrecke) nordöstlich von Chittorgarh bzw. ca. 73 km südwestlich von Kota in einer Höhe von ca. 520 m. Der bedeutende Tempelkomplex von Menal befindet sich ca. 20 km südwestlich. Das Klima ist für indische Verhältnisse durchaus regenreich, wobei der größte Teil der jährlichen Niederschlagsmenge (ca. 810 mm/Jahr) in den Monsunmonaten, d. h. von Ende Juni bis Mitte September, fällt.

## Bevölkerungsentwicklung
| Jahr      | 1991  | 2001   | 2011   |
| Einwohner | 9.419 | 12.389 | 14.140 |

Ca. 82,5 % der Einwohner sind Hindus, ca. 9 % sind Moslems und ca. 8 % sind Jains; der Rest entfällt auf andere Religionsgruppen wie Sikhs, Christen und Buddhisten. Der männliche Bevölkerungsanteil übersteigt den weiblichen um knapp 5 %.

## Wirtschaft
Die Bewohner des Ortes leben zumeist direkt oder indirekt von der Landwirtschaft; auch Kleinhändler, Handwerker und Dienstleister aller Art haben sich angesiedelt. Im Mittelalter kamen zahlreiche Pilger und besuchten den Tempelkomplex. In den letzten Jahrzehnten des 20. Jahrhunderts ist der Tourismus als Einnahmequelle hinzugekommen.

## Geschichte
Der alte Name der Stadt lautete Vindhyavali. Im Mittelalter gehörte der Ort zum Chauhan-Reich. Islamische Übergriffe führten im 12./13. Jahrhundert zu schweren Zerstörungen, von denen die beiden Haupttempel jedoch weitgehend verschont blieben. In den Jahren 1900 bis 1941 kam es wegen Steuererhöhungen durch den örtlichen Grundherrn zu wiederholten Bauernaufständen, die im Jahr 1916 ihren Höhepunkt erreichten.

## Sehenswürdigkeiten

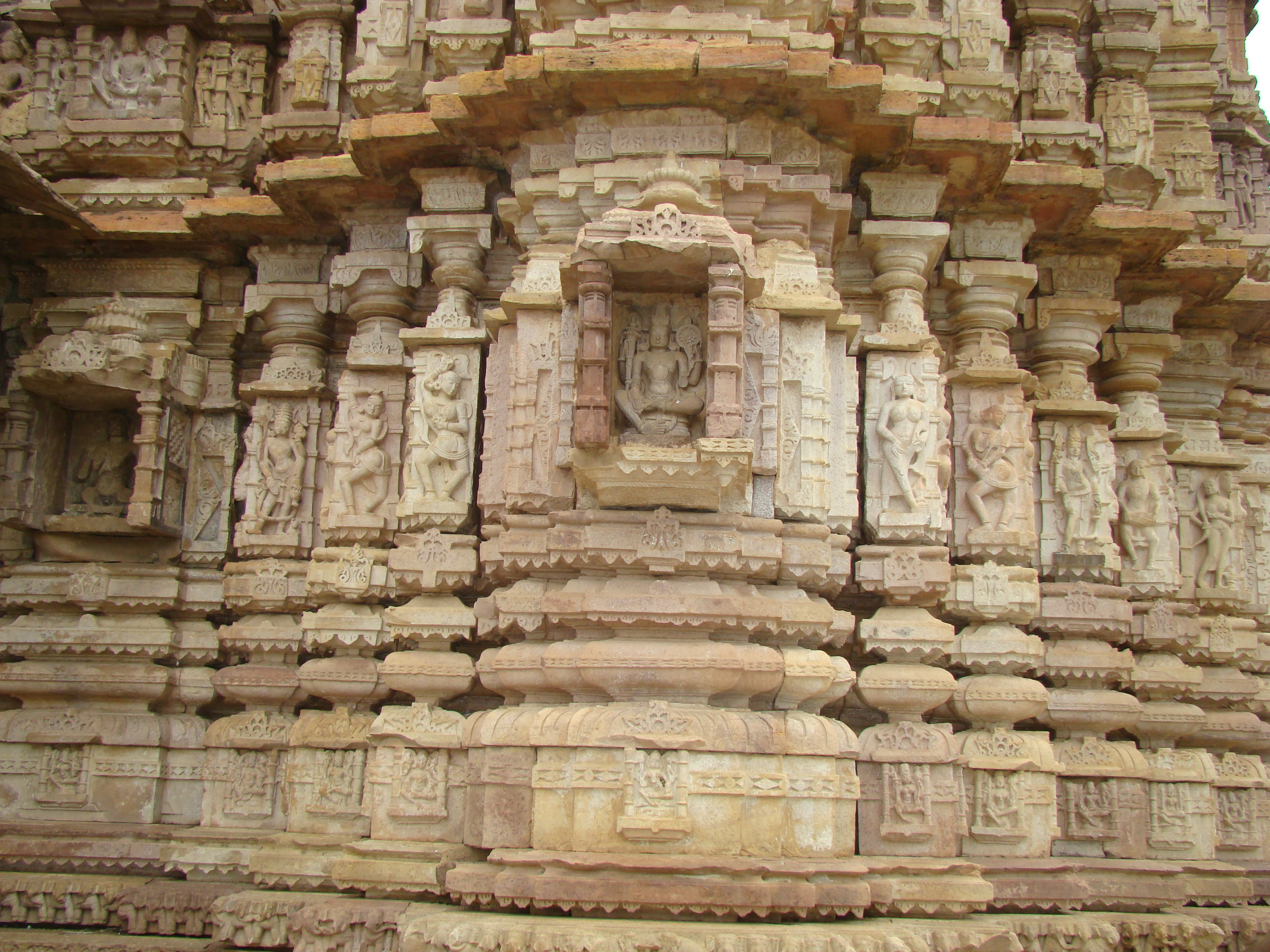
Wandgliederung und Figurenschmuck am Undeshwar-Tempel

- Der aus dem 12. Jahrhundert stammende Undeshwar-Tempel (auch Mahadev temple) ist dem Gott Shiva geweiht. Er beeindruckt durch seine ausgeprägte Wandgliederung, den Figurenschmuck (Götter, Tänzerinnen, Musikantinnen etc.), eine Kragkuppel über der Vorhalle (mandapa) und einen durch zahlreiche Begleittürmchen (urushringas) gegliederten Shikhara-Turm über der Cella (garbhagriha), in deren Mitte ein Shiva-Lingam steht. Die Vorhalle wurde im 16. oder 17. Jahrhundert durch aufgesetzte Pavillons (chhatris) ergänzt.
- Der benachbarte – sich während der Monsunzeit mit Regenwasser füllende – Tempelteich (Mandakini Kund) ist durch vier Treppen erreichbar; er diente in früheren Zeiten zur Körperreinigung vor dem Besuch des Tempels.
- Der ebenfalls Shiva geweihte Mahakal-Tempel steht in geringer Entfernung. Der Shikhara-Turm endet wie üblich in einem amalaka-Ringstein mit aufsitzendem kalasha-Krug.
- Die Jain-Tempel im ca. 1,5 km südöstlich gelegenen ehemaligen Festungsbereich stammen aus dem 12. Jahrhundert. Der bedeutendste unter ihnen ist dem schlangengekrönten Tirthankara Parshvanata geweiht und wurde von einem gewissen Mahajan Lala unter dem Chahamana-Herrscher Someshwar gestiftet.
- Zwei Felsinschriften aus dem Jahr 1170 sind kaum noch lesbar. Ende des 19. Jahrhunderts führten sie zum erfolgreichen Versuch einer genaueren Datierung der Herrschaftszeiten der Chauhan-Dynastie.